# Die Nacht der offenen Särge
Die Nacht der offenen Särge ist ein Vampirfilm des spanischen Regisseurs Jess Franco.

## Handlung
Der Wissenschaftler Dr. Exorcio strebt die Weltherrschaft mit Hilfe von Dämonen an und will sich mit dem Vampir Graf Sartana verbünden. Der Vampirjäger Dr. Seward hat Sartana allerdings in den Karpaten aufgespürt und mittels eines Silbernagels getötet. So finden Dr. Exorcio und sein Diener Morpho in Sartanas Schloss nur eine gepfählte Fledermaus vor.
Der Wissenschaftler erweckt den Vampir zu neuem Leben, in dem er ihn in Blut ertränkt. Sartana wird nun zu einem Sklaven von Dr. Exorcio und liefert diesem ständig neue Opfer, welche durch Elektroschocks vampirisiert werden.
Dr. Seward erfährt vom Treiben der Vampire, wird aber durch ein von Dr. Exorcio geschaffenes Monster schwer verwundet. Schließlich verflucht die Zigeunerin Amira, welche Dr. Seward gepflegt hat, kurz vor ihrem Tod die Dämonen und hetzt den Werwolf auf sie. Letztlich werden alle Dämonen von Dr. Exorcio vernichtet.

## Kritik
Das Lexikon des internationalen Films urteilt: „Lächerliche Mischung von Dracula- und Frankenstein-Klischees.“

## Hintergrund
Die deutsche Fassung unterscheidet sich von der Originalfassung durch teilweise andere Rollennamen: So spielt Dennis Price eigentlich Dr. Frankenstein und Howard Vernon eigentlich Graf Dracula. Dieser Film hat mit dem Roman von Bram Stoker nur noch wenig gemeinsam, sondern versteht sich eher als Hommage an die in den 40er Jahren von Universal Pictures produzierten Billig-Horrorfilme, in denen sich diverse Filmmonster wie Frankenstein und Dracula erstmals begegneten. 
Die Filmmusik von Bruno Nicolai wurde nicht für den Film komponiert, sondern wurde aus seinen Kompositionen für andere Filme wie Marquis de Sade: Justine und Nachts, wenn Dracula erwacht zusammengestellt.
Jess Franco drehte während der 1970er Jahre noch weitere Vampirfilme wie z. B. Nachts, wenn Dracula erwacht, Vampyros Lesbos – Erbin des Dracula, Eine Jungfrau in den Krallen von Vampiren, Entfesselte Begierde oder Das Bildnis der Doriana Gray.